# Szent Mihály és Gábriel arkangyalok fatemplom (Inó)
Az inói Szent Mihály és Gábriel arkangyalok fatemplom műemlékké nyilvánított épület Romániában, Szilágy megyében. A romániai műemlékek jegyzékében az  SJ-II-m-B-05069 sorszámon szerepel.